# A Night at the Opera
A Night at the Opera là album phòng thu thứ tư của ban nhạc rock người Anh Queen. Album được phát hành vào ngày 21 tháng 11 năm 1975, đồng sản xuất bởi Roy Thomas Baker và Queen. Đây là album được đầu tư tốn kém nhất trong sự nghiệp của ban nhạc. Thành công rất lớn về mặt thương mại đã đưa A Night at the Opera trở thành album được hâm mộ và nổi tiếng nhất của Queen.
Album được lấy tên từ bộ phim cùng tên của Marx Brothers – bộ phim mà cả ban nhạc đã ngồi xem cùng nhau trong một phòng thu ghép trong quá trình thu âm. Tại Anh, album được phát hành bởi EMI và đứng đầu tại đây trong 4 tuần không liên tục, còn tại Mỹ, album được Elektra Records phát hành, vươn lên vị trí cao nhất là số 4 và trở thành album đầu tiên của ban nhạc đạt chứng chỉ Bạch kim tại đây.

## Danh sách ca khúc
| Mặt A | Mặt A                                 | Mặt A           | Mặt A      |
| STT   | Nhan đề                               | Sáng tác        | Thời lượng |
| ----- | ------------------------------------- | --------------- | ---------- |
| 1.    | "Death on Two Legs (Dedicated to...)" | Freddie Mercury | 3:43       |
| 2.    | "Lazing on a Sunday Afternoon"        | Mercury         | 1:08       |
| 3.    | "I'm in Love with My Car"             | Roger Taylor    | 3:05       |
| 4.    | "You're My Best Friend"               | John Deacon     | 2:50       |
| 5.    | "'39"                                 | Brian May       | 3:25       |
| 6.    | "Sweet Lady"                          | May             | 4:01       |
| 7.    | "Seaside Rendezvous"                  | Mercury         | 2:13       |

| Mặt B | Mặt B                            | Mặt B          | Mặt B      |
| STT   | Nhan đề                          | Sáng tác       | Thời lượng |
| ----- | -------------------------------- | -------------- | ---------- |
| 1.    | "The Prophet's Song"             | May            | 8:17       |
| 2.    | "Love of My Life"                | Mercury        | 3:38       |
| 3.    | "Good Company"                   | May            | 3:26       |
| 4.    | "Bohemian Rhapsody"              | Mercury        | 5:55       |
| 5.    | "God Save the Queen" (không lời) | Hòa âm bởi May | 1:11       |

| 1991 Hollywood Records bonus tracks | 1991 Hollywood Records bonus tracks                           | 1991 Hollywood Records bonus tracks |
| STT                                 | Nhan đề                                                       | Thời lượng                          |
| ----------------------------------- | ------------------------------------------------------------- | ----------------------------------- |
| 13.                                 | "I'm in Love with My Car" (1991 Bonus remix bởi Mike Shipley) | 3:28                                |
| 14.                                 | "You're My Best Friend" (1991 Bonus remix bởi Matt Wallace)   | 2:52                                |

| 2011 Universal Records bonus disc tái bản | 2011 Universal Records bonus disc tái bản                     | 2011 Universal Records bonus disc tái bản | 2011 Universal Records bonus disc tái bản |
| STT                                       | Nhan đề                                                       | Sáng tác                                  | Thời lượng                                |
| ----------------------------------------- | ------------------------------------------------------------- | ----------------------------------------- | ----------------------------------------- |
| 1.                                        | "Keep Yourself Alive (Long-Lost Retake, tháng 6 năm 1975)"    | May                                       | 4:04                                      |
| 2.                                        | "Bohemian Rhapsody (Mix a cappella)"                          | Mercury                                   | 1:03                                      |
| 3.                                        | "You're My Best Friend (Backing Track Mix)"                   | Deacon                                    | 2:57                                      |
| 4.                                        | "I'm in Love with My Car (Guitar & Vocal Mix)"                | Taylor                                    | 3:18                                      |
| 5.                                        | "'39 (Live từ Earl's Court, tháng 6 năm 1977)"                | May                                       | 3:46                                      |
| 6.                                        | "Love of My Life (đĩa đơn live tại Nam Mỹ, tháng 6 năm 1979)" | Mercury                                   | 3:43                                      |

| 2011 iTunes Deluxe Edition bonus videos | 2011 iTunes Deluxe Edition bonus videos                   | 2011 iTunes Deluxe Edition bonus videos |
| STT                                     | Nhan đề                                                   | Thời lượng                              |
| --------------------------------------- | --------------------------------------------------------- | --------------------------------------- |
| 7.                                      | "Bohemian Rhapsody (bản gốc)"                             |                                         |
| 8.                                      | "Seaside Rendezvous (2005 – ấn bản kỷ niệm 30 phát hành)" |                                         |
| 9.                                      | "Love of My Life (Live từ Milton Keynes '82)"             |                                         |

## Đánh giá
| Đánh giá chuyên môn           | Đánh giá chuyên môn |
| Nguồn đánh giá                | Nguồn đánh giá      |
| Nguồn                         | Đánh giá            |
| ----------------------------- | ------------------- |
| Allmusic                      | [ 3 ]               |
| BBC                           | (tích cực)          |
| Robert Christgau              | B−                  |
| Melody Maker                  | (tích cực)          |
| Mojo                          | [ 7 ]               |
| Pitchfork                     | (8.9/10)            |
| Q                             | [ 9 ]               |
| Rolling Stone                 | (tích cực)          |
| The Rolling Stone Album Guide | [ 11 ]              |
| Uncut                         | [ 12 ]              |